# Mroczenko
Mroczenko – wieś w Polsce położona w województwie warmińsko-mazurskim, w powiecie nowomiejskim, w gminie Grodziczno.
Na przełomie XVI i XVII wieku należało do dóbr stołowych biskupów chełmińskich. 
W latach 1975–1998 miejscowość administracyjnie należała do województwa toruńskiego.